# 김상필
김상필(한국 한자: 金相泌, 1989년 4월 26일 ~ )은 대한민국의 축구 선수이다. 포지션은 수비수이다.

## 축구인 경력

### 선수 경력

#### 청소년 경력
김상필은 대학생 시절 성균관대학교 축구부 주장을 역임하였고, 소속 대학의 U리그와 전국체전의 우승을 이끌었다.

#### K리그
2009 K리그 드래프트에서 FC 서울에 우선지명된 뒤, 2013년 대학 졸업 후 FC 서울에 입단하였으나 주전 경쟁에서 밀리며 한 경기도 뛰지 못하였다.
결국 2014 시즌을 앞두고 같은 팀 동료인 주익성과 K리그 챌린지 소속이던 대전 시티즌으로 이적하였다. 대전에서의 첫 시즌 리그 1경기 출전에 그쳤으나 2015년 4월 11일 부상당한 윤원일을 대신해 울산 현대와의 경기에 출전하여 좋은 활약을 펼쳐 대전의 4월 모든 경기에 출전하는 등 주전으로 거듭났다.
2016년 대전과의 계약기간이 만료되 자유계약 신분을 얻어 충주로 이적하였다.
10월 23일 대전 시티즌과의 경기서 데뷔골을 기록하였다. 이후 충주가 해체되면서 반년간 무적 신분으로 지낸 이후 군복무를 위해 아산 무궁화 FC에 입단하였다.
2019년 1월 아산 무궁화 FC에서 제대한 이후, 목포시청에 입단했다.
2020시즌을 앞두고 K3리그의 천안시 축구단에 입단했다.

## 수상

### 클럽

#### [[대전 시티즌, [아산무궁화FC ]
- K리그 챌린지
  - 우승 2회 : [[K리그 챌린지 2014|2014, 2018|2018 ]